# Kaori Mizuhashi
Kaori Mizuhashi (jap. 水橋 かおり, Mizuhashi Kaori; * 28. August 1974 in Sapporo) ist eine japanische Synchronsprecherin (Seiyū). Sie arbeitet für die Agentur Arts Vision.
Ihre bekanntesten Rollen sind Kasumi Haruno in Kasumin, Akane Suzumiya in Akane Maniax, Meiru Sakurai in MegaMan NT Warrior, Chika Ogiue in Genshiken und Miyako in Hidamari Sketch.

## Biografie
Ihr Debüt als Synchronsprecherin hatte sie 1998 in dem Ren’ai-Adventure First Kiss Monogatari (ファーストKiss☆物語). Landesweit bekannt wurde sie 2001 mit der Hauptrolle Kasumi Haruno in dem NHK-Anime Kasumin.
Sie spricht häufig Rollen wie Mittelschülerinnen oder kindische Mädchen, gelegentlich aber auch Jungen wie in Mahō Shōjo Lyrical Nanoha.
Bei den jugendfreien Adaptionen des Âge-Werkes Kimi ga Nozomu Eien und seiner Ableger Muv-Luv und Akane Maniax spricht sie die Rolle der Akane Suzumiya, für die in den ursprünglichen Erogē-Fassungen der Name Tomomi Uehara (上原 ともみ, Uehara Tomomi) genannt wird. Auf Grund der starken Ähnlichkeit beider Stimmen als auch der Tatsache, dass Synchronsprecher bei Erogē fast nur unter einem Pseudonym arbeiten, werden beide üblicherweise als identische Personen erachtet. Des Weiteren werden ihr auch andere Pseudonyme zugeschrieben.
Kaori Mizuhashi ist eine der Synchronsprecherinnen deren Stimmen für die Stationsansagen auf der vollautomatisierten Bahnlinie Yurikamome verwendet werden. Ihre Stimme ist am Bahnhof U-09 Telecom Center zu hören.

## Rollen (Auswahl)
| - Aria (Ai) - Ai yori Aoshi (Taeko Minazuki) - Akane Maniax (Akane Suzumiya) - Baka to Test to Shōkanjū (Minami Shimada) - Bungo Stray Dogs (Kyōka Izumi) - Chocotto Sister (Chitose Serikawa) - Futakoi, Futakoi Alternative (Sara Shirogane) - Genshiken (Chika Ogiue) - Hidamari Sketch (Miyako) - Kaleido Star (Rosetta Passel) - Karakuri Kiden Hiwō Senki (Machi) - Kasumin (Kasumi Haruno) - Kiddy Grade (Mercredi) - KimiKiss: pure rouge (Narumi Satonaka) - Kin’iro no Corda – primo passo (Lili) - Mahō Shōjo Lyrical Nanoha (Yūno Scrya) - MegaMan NT Warrior (Meiru Sakurai) - Prism Ark (Fel) - Queen’s Blade/Queen’s Blade Rebellion (Elina) - Scrapped Princess (Zefiris) - Senran Kagura (Yagyuu) - Utawarerumono (Sakuya) - ViVid Strike! (Vivio Takamachi) | - D.C. II P.S. – Da Capo II Plus Situation (Maya Sawai) - Disgaea: Hour of Darkness (Laharl) - Genshin Impact (Kuki Shinobu) - Dream C Club (Setsu) - Granblue Fantasy (Medusa) - Higurashi no Naku Koro ni (Natsumi Kimiyoshi) - Fantastic Fortune 2 (Marine Stuart) - First Kiss Monogatari (Manami Orikura) - Futakoi – Futakoi, Futakoi Alternative: Koi to Shōjo to Machine Gun (Sara Shirogane) - KimiKiss (Narumi Satonaka) - Kin’iro no Corda (Lili) - Prism Ark – Awake (Fel) - Tales of Legendia (Norma Biatty) - Utawarerumono (Sakuya) (PS2-/PSP-Fassung) |